# Rugby en España en 2011
El rugby en España en 2011 ha generado los siguientes resultados en las distintas competiciones:

## Calendario de partidos
|    | Enero 2011 |    |    |    |    |    |
| Lu | Ma         | Mi | Ju | Vi | Sa | Do |
|    |            |    |    |    | 1  | 2  |
| 3  | 4          | 5  | 6  | 7  | 8  | 9  |
| 10 | 11         | 12 | 13 | 14 | 15 | 16 |
| 17 | 18         | 19 | 20 | 21 | 22 | 23 |
| 24 | 25         | 26 | 27 | 28 | 29 | 30 |
| 31 |            |    |    |    |    |    |

|    | Febrero 2011 |    |    |    |    |    |
| Lu | Ma           | Mi | Ju | Vi | Sa | Do |
|    | 1            | 2  | 3  | 4  | 5  | 6  |
| 7  | 8            | 9  | 10 | 11 | 12 | 13 |
| 14 | 15           | 16 | 17 | 18 | 19 | 20 |
| 21 | 22           | 23 | 24 | 25 | 26 | 27 |
| 28 |              |    |    |    |    |    |

|    | Marzo 2011 |    |    |    |    |    |
| Lu | Ma         | Mi | Ju | Vi | Sa | Do |
|    | 1          | 2  | 3  | 4  | 5  | 6  |
| 7  | 8          | 9  | 10 | 11 | 12 | 13 |
| 14 | 15         | 16 | 17 | 18 | 19 | 20 |
| 21 | 22         | 23 | 24 | 25 | 26 | 27 |
| 28 | 29         | 30 | 31 |    |    |    |

|    | Abril 2011 |    |    |    |    |    |
| Lu | Ma         | Mi | Ju | Vi | Sa | Do |
|    |            |    |    | 1  | 2  | 3  |
| 4  | 5          | 6  | 7  | 8  | 9  | 10 |
| 11 | 12         | 13 | 14 | 15 | 16 | 17 |
| 18 | 19         | 20 | 21 | 22 | 23 | 24 |
| 25 | 26         | 27 | 28 | 29 | 30 |    |

|    | Mayo 2011 |    |    |    |    |    |
| Lu | Ma        | Mi | Ju | Vi | Sa | Do |
|    |           |    |    |    |    | 1  |
| 2  | 3         | 4  | 5  | 6  | 7  | 8  |
| 9  | 10        | 11 | 12 | 13 | 14 | 15 |
| 16 | 17        | 18 | 19 | 20 | 21 | 22 |
| 23 | 24        | 25 | 26 | 27 | 28 | 29 |
| 30 | 31        |    |    |    |    |    |

|    | Junio 2011 |    |    |    |    |    |
| Lu | Ma         | Mi | Ju | Vi | Sa | Do |
|    |            | 1  | 2  | 3  | 4  | 5  |
| 6  | 7          | 8  | 9  | 10 | 11 | 12 |
| 13 | 14         | 15 | 16 | 17 | 18 | 19 |
| 20 | 21         | 22 | 23 | 24 | 25 | 26 |
| 27 | 28         | 29 | 30 |    |    |    |

## Competiciones Nacionales

### División de Honor
El 6 de marzo de 2011 finalizó la edición 2010-11 de la División de Honor de rugby. Esta fue la clasificación final:
| \| Temporada 2010-2011 de la División de Honor \|                                                                                                  |             |        |         |         |         |          |               |               |
| | Equipo      | Puntos | Jugados | Ganados | Empates | Perdidos | Bonus Ensayos | Bonus Derrota |
| 1 | La Vila     | 68     | 18      | 15      | 0       | 3        | 8             | 0             |
| 2 | Ordizia     | 67     | 18      | 13      | 0       | 5        | 11            | 4             |
| 3 | El Salvador | 59     | 18      | 11      | 1       | 6        | 8             | 5             |
| 4 | Gernika     | 57     | 18      | 12      | 1       | 5        | 4             | 3             |
| 5 | VRAC        | 53     | 18      | 11      | 0       | 7        | 6             | 3             |
| 6 | Ciencias    | 39     | 18      | 7       | 1       | 10       | 7             | 2             |
| 7 | Santboiana  | 34     | 18      | 7       | 0       | 11       | 3             | 3             |
| 8 | Alcobendas  | 33     | 18      | 6       | 0       | 12       | 4             | 5             |
| 9 | Bera Bera   | 33     | 18      | 5       | 1       | 12       | 4             | 7             |
| 10 | CAU         | 6      | 18      | 1       | 0       | 17       | 1             | 1             |
| La victoria vale 4 puntos y el empate 2. Los bonus, de un punto cada uno, se obtienen anotando 4 ensayos o más, y por perder por 7 puntos o menos. |             |        |         |         |         |          |               |               |
| Temporada 2010-2011 de la División de Honor |             |        |         |         |         |          |               |               |

| Temporada 2010-2011 de la División de Honor |

### Copa del Rey
La edición 2011 de la Copa del Rey se inició el 25 de marzo, una vez terminada la temporada de la División de Honor. Los participantes fueros los 8 primeros clasificados de la liga, y el Club de Rugby El Salvador se proclamó campeón por 6.ª ocasión en su historia. La final se disputó en Villajoyosa el 10 de abril, y en ella se enfrentaron los 2 equipos pucelanos que compiten en la División de Honor.
|  | Cuartos de final | Cuartos de final |             |          | Semifinales    | Semifinales    |  |             | Final       | Final       |  |
|  | 25 y 26 de marzo | 25 y 26 de marzo |             |          | 2 y 3 de abril | 2 y 3 de abril |  |             | 10 de abril | 10 de abril |  |
|  |                  |                  |             |          |                |                |  |             |             |             |  |
|  |                  |                  |             |          |                |                |  |             |             |             |  |
|  | Santboiana       | 16               |             |          |                |                |  |             |             |             |  |
|  | Santboiana       | 16               |             |          |                |                |  |             |             |             |  |
|  | Gernika          | 28               |             |          |                |                |  |             |             |             |  |
|  | Gernika          | 28               |             | Gernika  | 17             |                |  |             |             |             |  |
|  |                  |                  |             | Gernika  | 17             |                |  |             |             |             |  |
|  |                  |                  | El Salvador | 27       |                |                |  |             |             |             |  |
|  | El Salvador      | 19               | El Salvador | 27       |                |                |  |             |             |             |  |
|  | El Salvador      | 19               |             |          |                |                |  |             |             |             |  |
|  | La Vila          | 9                |             |          |                |                |  |             |             |             |  |
|  | La Vila          | 9                |             |          |                |                |  | El Salvador | 13          |             |  |
|  |                  |                  |             |          |                |                |  | El Salvador | 13          |             |  |
|  |                  |                  | VRAC        | 0        |                |                |  |             |             |             |  |
|  | Ciencias         | 37               | VRAC        | 0        |                |                |  |             |             |             |  |
|  | Ciencias         | 37               |             |          |                |                |  |             |             |             |  |
|  | Ordizia          | 17               |             |          |                |                |  |             |             |             |  |
|  | Ordizia          | 17               |             | Ciencias | 18             |                |  |             |             |             |  |
|  |                  |                  |             | Ciencias | 18             |                |  |             |             |             |  |
|  |                  |                  | VRAC        | 31       |                |                |  |             |             |             |  |
|  | VRAC             | 51               | VRAC        | 31       |                |                |  |             |             |             |  |
|  | VRAC             | 51               |             |          |                |                |  |             |             |             |  |
|  | Alcobendas       | 16               |             |          |                |                |  |             |             |             |  |
|  | Alcobendas       | 16               |             |          |                |                |  |             |             |             |  |
|  |                  |                  |             |          |                |                |  |             |             |             |  |

### División de Honor B
La edición 2010-2011 de la División de Honor B (segunda categoría del rugby español) finalizó el 30 de enero de 2011. En este año se disputaron las 4 últimas jornadas de un total de 14, y los dos grupos finalizaron de la siguiente manera:
| \| Grupo 1 de la División de Honor B 2010/11[3] \|                                                                                                 |               |        |         |         |         |          |               |               |
| | Equipo        | Puntos | Jugados | Ganados | Empates | Perdidos | Bonus Ensayos | Bonus Derrota |
| 1 | Getxo RT      | 57     | 14      | 12      | 1       | 1        | 6             | 1             |
| 2 | Vigo RC       | 50     | 14      | 10      | 0       | 4        | 7             | 3             |
| 3 | FC Barcelona  | 48     | 14      | 10      | 1       | 3        | 4             | 2             |
| 4 | Hernani CRE   | 40     | 14      | 7       | 1       | 6        | 7             | 3             |
| 5 | Oviedo RC     | 34     | 14      | 7       | 0       | 7        | 4             | 2             |
| 6 | Durango RT    | 21     | 14      | 4       | 0       | 10       | 3             | 2             |
| 7 | BUC           | 21     | 14      | 3       | 1       | 10       | 4             | 3             |
| 8 | Uribealdea RT | 4      | 14      | 1       | 0       | 13       | 0             | 0             |
| La victoria vale 4 puntos y el empate 2. Los bonus, de un punto cada uno, se obtienen anotando 4 ensayos o más, y por perder por 7 puntos o menos. |               |        |         |         |         |          |               |               |
| Grupo 1 de la División de Honor B 2010/11 |               |        |         |         |         |          |               |               |

| Grupo 1 de la División de Honor B 2010/11 |

| \| Grupo 2 de la División de Honor B 2010/11[4] \|                                                                                                 |                  |        |         |         |         |          |               |               |
| | Equipo           | Puntos | Jugados | Ganados | Empates | Perdidos | Bonus Ensayos | Bonus Derrota |
| 1 | CRC Madrid       | 64     | 14      | 13      | 1       | 0        | 10            | 0             |
| 2 | Les Abelles RC   | 63     | 14      | 12      | 1       | 1        | 12            | 1             |
| 3 | CR Cisneros      | 41     | 14      | 9       | 0       | 5        | 4             | 1             |
| 4 | CR Liceo Francés | 41     | 14      | 8       | 0       | 6        | 6             | 3             |
| 5 | CR At. Portuense | 34     | 14      | 6       | 0       | 8        | 7             | 3             |
| 6 | Helvetia Rugby   | 24     | 14      | 5       | 0       | 9        | 3             | 1             |
| 7 | CD Arquitectura  | 16     | 14      | 2       | 0       | 12       | 4             | 4             |
| 8 | CR Ponent        | 4      | 14      | 0       | 0       | 14       | 2             | 2             |
| La victoria vale 4 puntos y el empate 2. Los bonus, de un punto cada uno, se obtienen anotando 4 ensayos o más, y por perder por 7 puntos o menos. |                  |        |         |         |         |          |               |               |
| Grupo 2 de la División de Honor B 2010/11 |                  |        |         |         |         |          |               |               |

| Grupo 2 de la División de Honor B 2010/11 |

Play Offs por el ascenso
| 13 de febrero de 2011 | Vigo RC        | 11 - 6  | CRC Madrid     | en Vigo     |
| 13 de febrero de 2011 | Les Abelles RC | 15 - 13 | Getxo RT       | en Valencia |
|                       |                |         |                |             |
| 20 de febrero de 2011 | CRC Madrid     | 6 - 6   | Vigo RC        | en Madrid   |
| 20 de febrero de 2011 | Getxo RT       | 43 - 21 | Les Abelles RC | en Guecho   |
|                       |                |         |                |             |

Los dos primeros equipos de cada grupo se clasificaron para disputar el ascenso a División de Honor. Tras los encuentros disputados los días 13 y 20 de febrero, los dos equipos del Grupo 1 vencieron sus eliminatorias, y tanto Getxo RT como Vigo RC serán equipos de División de Honor en la temporada 2011-2012.
Por otro lado, los 2 peores equipos de cada grupo disputaron otros Play Offs, por el descenso. En este caso los 2 equipos perjudicados fueron CR Ponent y Uribealdea RT, que disputarán la temporada 2011-2012 en Primera Nacional (tercera categoría del rugby nacional). 

### División de Honor femenina
En su primera edición, la División de Honor femenina, compuesta por 7 equipos, disputó 5 de las 7 jornadas de la que estuvo compuesta durante los primeros meses de 2011. Esta fue la clasificación final, que tuvo como campeón al equipo del INEF Barcelona. 
| \| División de Honor femenina 2010/11[6] \| |                  |        |         |         |         |          |               |               |
| | Equipo           | Puntos | Jugados | Ganados | Empates | Perdidos | Bonus Ensayos | Bonus Derrota |
| 1 | INEF Barcelona   | 30     | 6       | 6       | 0       | 0        | 6             | 0             |
| 2 | CRAT Coruña      | 24     | 6       | 5       | 0       | 1        | 4             | 0             |
| 3 | CR Majadahonda   | 19     | 6       | 4       | 0       | 2        | 2             | 1             |
| 4 | G.E i E.G.       | 11     | 6       | 2       | 0       | 4        | 2             | 1             |
| 5 | Getxo RT         | 9      | 6       | 2       | 0       | 4        | 1             | 0             |
| 6 | Olímpico Pozuelo | 6      | 6       | 1       | 0       | 5        | 0             | 2             |
| 7 | Gaztedi RT       | 4      | 6       | 1       | 0       | 5        | 0             | 0             |
| La victoria vale 4 puntos y el empate 2. Los bonus, de un punto cada uno, se obtienen anotando 4 ensayos o más, y por perder por 7 puntos o menos. |                  |        |         |         |         |          |               |               |
| División de Honor femenina 2010/11 |                  |        |         |         |         |          |               |               |

### Series Nacionales de Rugby a Siete
Durante el mes de junio se disputarán las Series Nacionales de Rugby a Siete, en un formato compuesto por 3 series (4 de junio, 11 de junio y 18 de junio) y una final (2 de julio). El número de participantes será de 18 equipos, y tanto el nombre de los clubs como las sedes de las series aún están sin publicar. 

## Selección nacional
La Selección de rugby de España comenzó el año en la posición 23ª del ranking de la IRB con 58'64 puntos. Tras la disputa de los cinco partidos correspondientes a la primera vuelta de la European Nations Cup, el XV del León continúa en la 23ª posición, ahora con 59'43 puntos, más cerca de la posición 22 que ocupa Namibia con 60'66 puntos, y más lejos de la posición 24, que ocupa Chile con 56'68 puntos.

### European Nations Cup
En 2011 ha comenzado la edición 2010/2012 del European Nations Cup (también conocido como 6 Naciones B). La selección española afrontó 3 de los 5 encuentros de la primera vuelta como local, y 2 como visitante. La segunda vuelta de este torneo se disputará en 2012. Esta es la clasificación una vez disputados todos los encuentros correspondientes al 2011: 
| \| European Nations Cup - División 1A - 2010-2012[10] \| |          |        |         |           |         |          |       |
| Pos.                                                     | Equipo   | Puntos | Jugados | Victorias | Empates | Derrotas | Bonus |
| 1                                                        | Georgia  | 22     | 5       | 5         | 0       | 0        | 2     |
| 2                                                        | Portugal | 14     | 5       | 3         | 0       | 2        | 2     |
| 3                                                        | Rumanía  | 11     | 4       | 2         | 0       | 2        | 3     |
| 4                                                        | Rusia    | 11     | 5       | 2         | 0       | 3        | 3     |
| 5                                                        | España   | 10     | 5       | 2         | 0       | 3        | 2     |
| 6                                                        | Ucrania  | 0      | 4       | 0         | 0       | 4        | 0     |
| Rumanía y Ucrania tienen un partido aplazado.            |          |        |         |           |         |          |       |
| European Nations Cup - División 1A - 2010-2012           |          |        |         |           |         |          |       |

Encuentros disputados por la Selección de rugby de España durante el año 2011
| 5 de febrero de 2011  | España  | 24 - 28 | Rusia    | en Madrid   |
|                       |         |         |          |             |
| 12 de febrero de 2011 | Georgia | 60 - 0  | España   | en Tiflis   |
|                       |         |         |          |             |
| 26 de febrero de 2011 | España  | 35 - 13 | Ucrania  | en Madrid   |
|                       |         |         |          |             |
| 12 de marzo de 2011   | España  | 25 - 10 | Portugal | en Madrid   |
|                       |         |         |          |             |
| 19 de marzo de 2011   | Rumania | 64 - 8  | España   | en Bucarest |

España no participará en la Copa Mundial de Rugby de 2011 que se disputará en Nueva Zelanda durante los meses de septiembre y octubre.

### Series Mundiales de Sevens
Tras la elección del rugby a 7 como nuevo deporte olímpico en octubre de 2009, la Federación Española de Rugby puso en marcha un nuevo plan estratégico con el apoyo del Consejo Superior de Deportes para crear una concentración permanente durante temporada de Sevens. Así, entre el 25 y el 27 de marzo, la selección nacional de rugby 7 participó en la edición 2011 del Hong Kong Sevens, torneo que forma parte de las Series Mundiales de Sevens (Sevens World Series en inglés). Encuadrada en el Grupo E, perdió 2 partidos y ganó otro, clasificándose para disputar las eliminatorias de la Shield Cup, siendo derrotada en la final por la selección de Kenia. Estos fueron los resultados de los encuentros:
- España en el Sevens de Hong Kong
| 25 de marzo de 2011 - Liguilla   | Sudáfrica | 33 - 5  | España | en Hong Kong |
| 26 de marzo de 2011              | Gales     | 28 - 5  | España | en Hong Kong |
| 26 de marzo de 2011              | Hong Kong | 7 - 24  | España | en Hong Kong |
|                                  |           |         |        |              |
| 27 de marzo de 2011 - Shield Cup | México    | 5 - 26  | España | en Hong Kong |
| 27 de marzo de 2011              | Zimbabue  | 14 - 17 | España | en Hong Kong |
| 27 de marzo de 2011 - Final      | Kenia     | 17 - 12 | España | en Hong Kong |

- España en el Sevens de Londres
| 21 de mayo de 2011                    | Gales         | 33 - 10 | España         | en Londres |
| 21 de mayo de 2011                    | Nueva Zelanda | 40 - 7  | España         | en Londres |
| 21 de mayo de 2011                    | Kenia         | 7- 17   | España         | en Londres |
|                                       |               |         |                |            |
| 22 de mayo de 2011 - Cuartos de final | España        | 14 - 0  | Estados Unidos | en Londres |
| 22 de mayo de 2011 - Semifinal        | España        | 17- 19  | Escocia        | en Londres |

- España en el Sevens de Edimburgo
Entre los días 28 y 29 de mayo, la selección española participará en su 3.er torneo Sevens del año, que se disputará en Edimburgo.

### Circuito Europeo deSevens
La FIRA-AER, inspirada en el modelo de las Series Mundiales de Sevens, organizará en 2011 una competición continental de Sevens que constará de 4 eventos en las siguientes fechas:
- Lyon (Francia). Fechas: 18 y 19 de junio.
- Moscú (Rusia). Fechas: 25 y 26 de junio.
- Barcelona (España). Fechas: 9 y 10 de julio.
- Bucarest (Rumanía). Fechas: 16 y 17 de julio.

La selección española de rugby a siete participará en los cuatro eventos.

## Afluencia a estadios
En 2011 las mayores entradas en los estadios para asistir a partidos de rugby en España se han producido en Barcelona y San Sebastián con motivo de la visita de equipos franceses, y en Madrid con motivo de los partidos internacionales de la selección nacional:
| \| Mayores afluencias a estadios en partidos de rugby en España en 2011 \| |                                             |                                       |           |              |              |               |
| Espectadores                                                               | Estadio                                     | Partido                               | Resultado | Competición  | Jornada      | Fecha         |
| 55.000                                                                     | Estadio Olímpico Lluís Companys (Barcelona) | USAP Perpignan - RC Toulon            | 29 - 25   | Heineken Cup | 1/4 de final | 9 de abril    |
| 32.051                                                                     | Estadio de Anoeta (San Sebastián)           | Biarritz Olympique - Stade Toulousain | 20 - 27   | Heineken Cup | 1/4 de final | 10 de abril   |
| 32.050                                                                     | Estadio de Anoeta (San Sebastián)           | Biarritz Olympique - Aviron Bayonnais | 40 - 10   | Top 14       | Jornada 22ª  | 26 de marzo   |
| 32.050                                                                     | Estadio de Anoeta (San Sebastián)           | Aviron Bayonnais - Stade Toulousain   | 19 - 13   | Top 14       | Jornada 20.ª | 5 de marzo    |
| 10.000                                                                     | Estadio Nacional Complutense (Madrid)       | España - Rusia                        | 24 - 28   | 6 Naciones B | 1.ª Jornada  | 5 de febrero  |
| 9.000                                                                      | Estadio Nacional Complutense (Madrid)       | España - Portugal                     | 25 - 10   | 6 Naciones B | 4.ª Jornada  | 12 de marzo   |
| 8.500                                                                      | Estadio Nacional Complutense (Madrid)       | España - Ucrania                      | 35 - 13   | 6 Naciones B | 3.ª Jornada  | 26 de febrero |
| Mayores afluencias a estadios en partidos de rugby en España en 2011       |                                             |                                       |           |              |              |               |

## Rugby y televisión en España
En 2011 se emiten, se emitirán o se han emitido por televisión en España los siguientes eventos rugbísticos:
- Copa Mundial de Rugby 2011, será emitida por los canales deportivos de Digital Plus.
- European Nations Cup, los partidos de la Selección de rugby de España, en Teledeporte y Oro Sports TV.
- Liga Española de Rugby en Oro Sports TV (canal de deportes de ONO).
- Heineken Cup, los encuentros más destacados en Teledeporte.
- Aviva Premiership, un partido cada jornada en Teledeporte.
- Super 15, algunos encuentros destacados en Digital Plus (Sportmanía y Canal+ Deportes).
- 6 Naciones, todos los encuentros en Digital Plus (Canal Plus, Sportmanía y Canal+ Deportes).
- Tri Nations, todos los encuentros serán emitidos en Digital Plus (Sportmanía y Canal+ Deportes).
- Tests internacionales de junio y noviembre, serán emitidos en Digital Plus (Sportmanía y Canal+ Deportes).
- "Total Rugby", programa que trata la actualidad del rugby a nivel mundial, en Teledeporte y Bloomberg TV.